# جامعة مرمرة
جامعة مرمرة (بالتركية: Marmara Universitesi) هي جامعة عامة تقع في الجزء الآسيوي من إسطنبول في تركيا. جامعة مرمرة هي ثاني أكبر جامعة في البلاد. يبلغ عدد طلاب الجامعة نحو 60 ألف طالب، ويعمل فيها 2839 موظف وتضم جامعة مرمرة 13 كلية و 9 كليات مهنية و 31 مركز أبحاث. وتطرح الجامعة في المجمل 136 برنامج بكالوريوس. كما تضم الجامعة 11 معهد للتعليم العالي ما بعد البكالوريوس ومركزاً للتعليم المستمر. وتتفرد جامعة مرمرة بكونها الجامعة التركية الوحيدة التي تقدم برامج دراسية للبكالوريوس وما بعد البكالوريوس بأربع لغات هي التركية والفرنسية والإنجليزية والألمانية.

## تاريخها
تعود جذور جامعة مرمرة إلى القرن التاسع عشر، حين أُنشأت الكلية الحميدية للتعليم التجاري في 16 يناير من عام 1883 في ضاحية جالولو (Cağaloğlu) بإسطنبول، وكانت في ذلك الوقت المؤسسة الرائدة الوحيدة في مجال التعليم العالي لدراسات التجارة والاقتصاد. ثم تحولت لاحقاً إلى كلية التعليم العالي للاقتصاد والتجارة ثم إلى أكاديمية إسطنبول للاقتصاد والعلوم التجارية. وأخيراً تأسست جامعة مرمرة رسمياً في عام 1982 من اندماج هذه الأكاديمية مع عدد من كليات التعليم العالي الأخرى وأضيفت لها كليات أخرى.

## أشهر الخريجين
- من أشهر خريجي جامعة مرمرة، رئيس الجمهورية التركي رجب طيب أردوغان والذي تخرج من كلية الاقتصاد والعلوم الإدارية.
- أحمد داوود أوغلو، سياسي تركي وخبير في العلاقات الدولية وسفير ورئيس وزراء تركيا والرئيس الثاني حزب العدالة والتنمية في الفترة ما بين 2014- 2016 خلفاً لأردوغان سابقاً. وفي الفترة من عام 1995 إلى 1999 عمل في قسم العلاقات الدولية في جامعة مرمرة. كما عمل كعضو هيئة تدريس زائر في جامعة مرمرة.
- عصمت يلماز وزير الدفاع الوطني، وقبل توليه هذا المنصب كان مستشارًا قانونيًا وسياسيًا ومهندسًا ميكانيكيًا ووزيرا للنقل. أصبح عصمت يلماز رئيسًا للبرلمان التركي بعد الانتخابات التشريعية عام 2015. كان رئيساً للبرلمان التركي في الفترة ما بين 1 يوليو 2015 إلي 17 نوفمبر 2015، وقبل هذا عمل وزيرا للدفاع. في 24 نوفمبر 2015 تم تعينه مرة أخرى في وزارة الدفاع الوطني في الحكومة التركية الرابعة والستون. حصل علي درجة الليسانس سنة 2002 في مجال الحقوق الخاصة من معهد العلوم الاجتماعية فرع العلم الرئيسي للحقوق الخاصة بجامعة مرمرة.
- حصل المستشار الألماني السابق جيرهارد شرويدر على درجة الدكتوراة الفخرية من جامعة مرمرة في عام 2005.

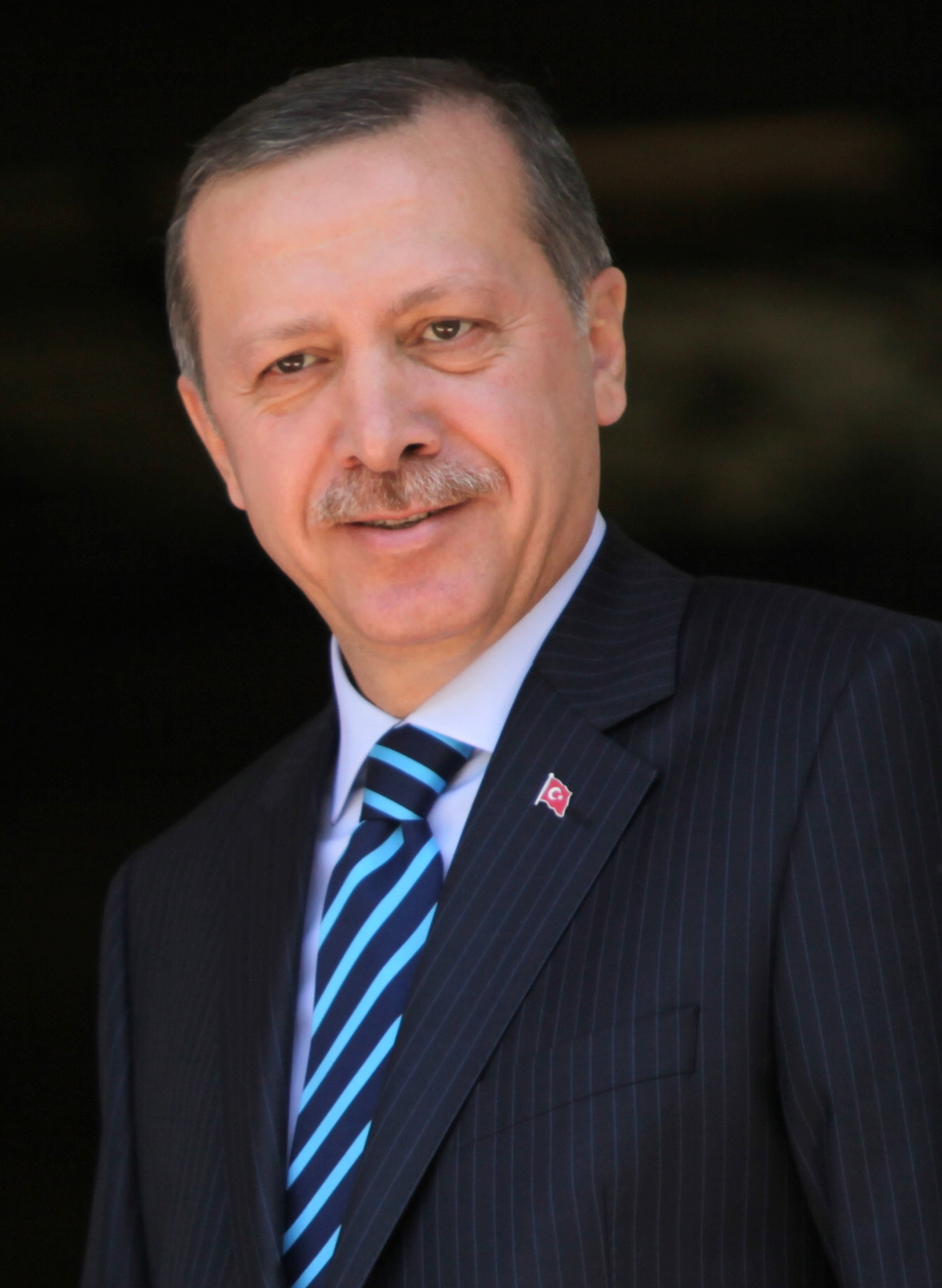
رئيس الجمهورية التركية رجب طيب أردوغان الذي درس في جامعة مرمرة.
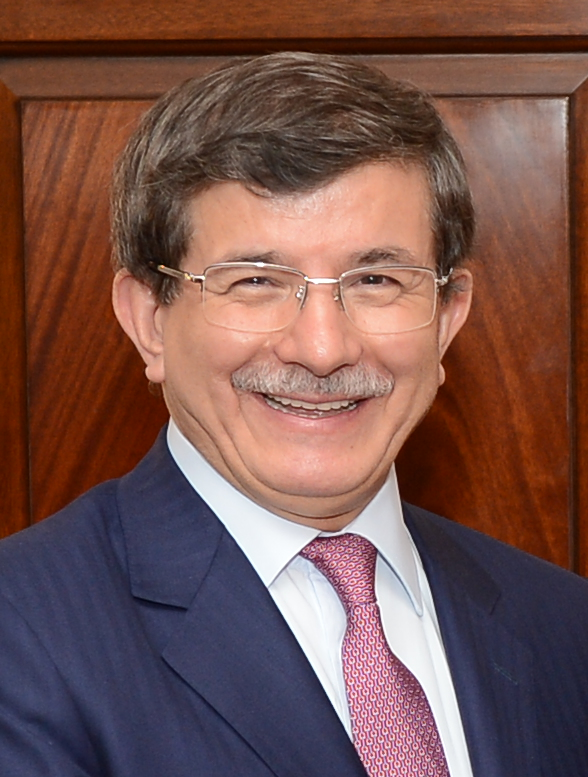
أحمد داوود أوغلو عمل في قسم العلاقات الدولية في جامعة مرمرة. كما عمل كعضو هيئة تدريس زائر في جامعة مرمرة.
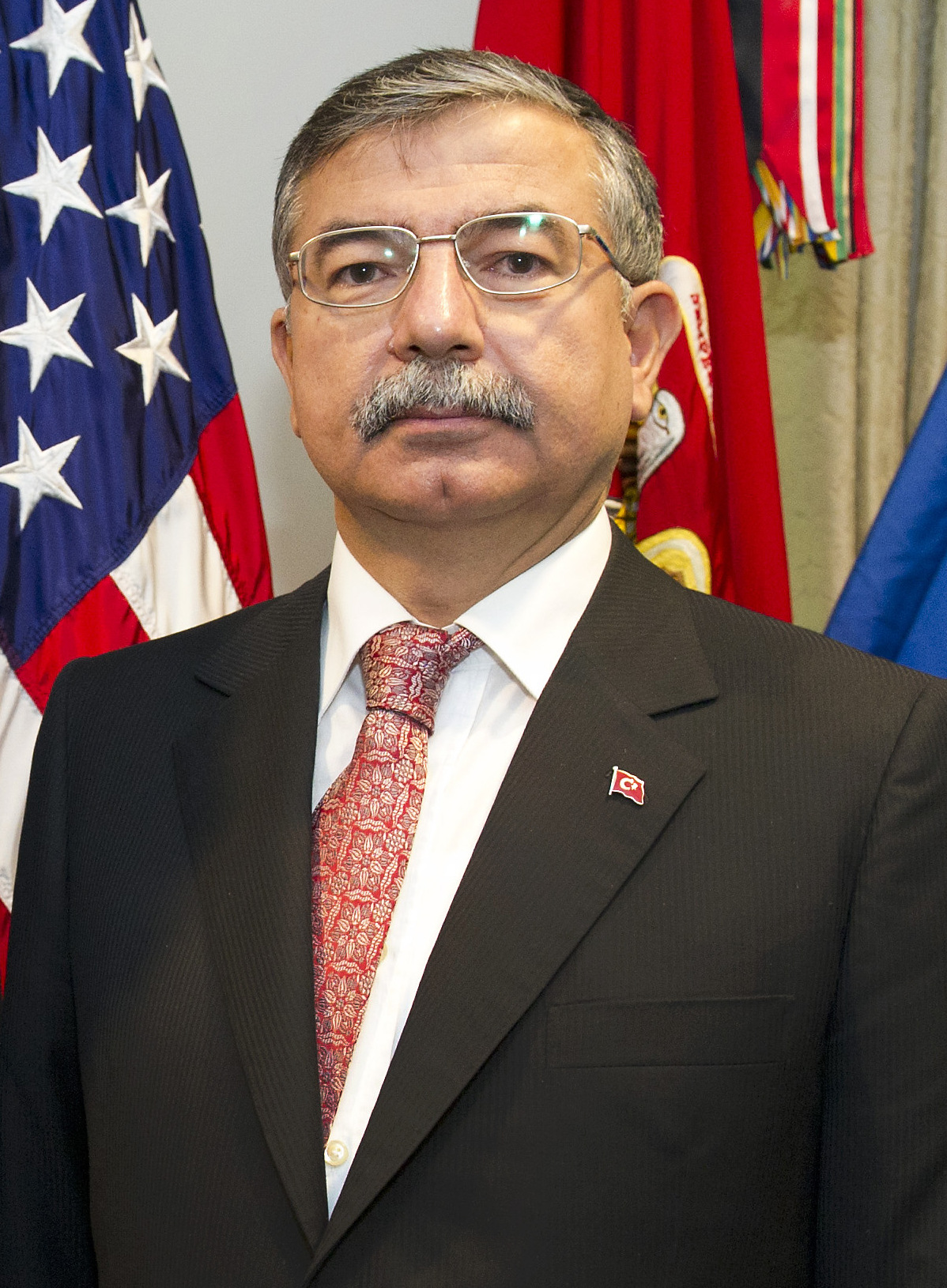
عصمت يلماز وزير الدفاع الوطني الذي درس في جامعة مرمرة.
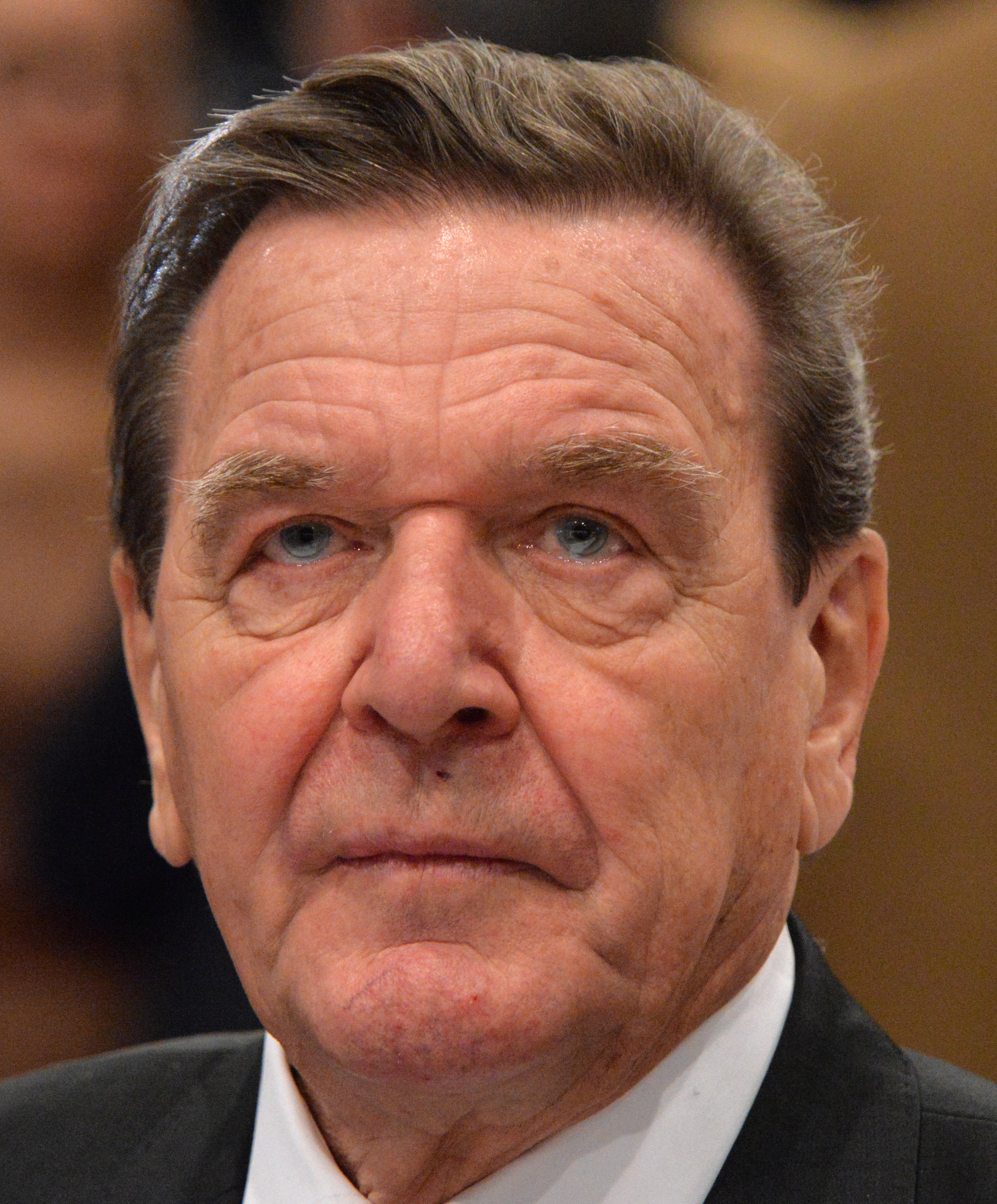
المستشار الألماني السابق جيرهارد شرويدر الذي حصل على درجة الدكتوراة الفخرية من جامعة مرمرة في عام 2005.

## الكليات

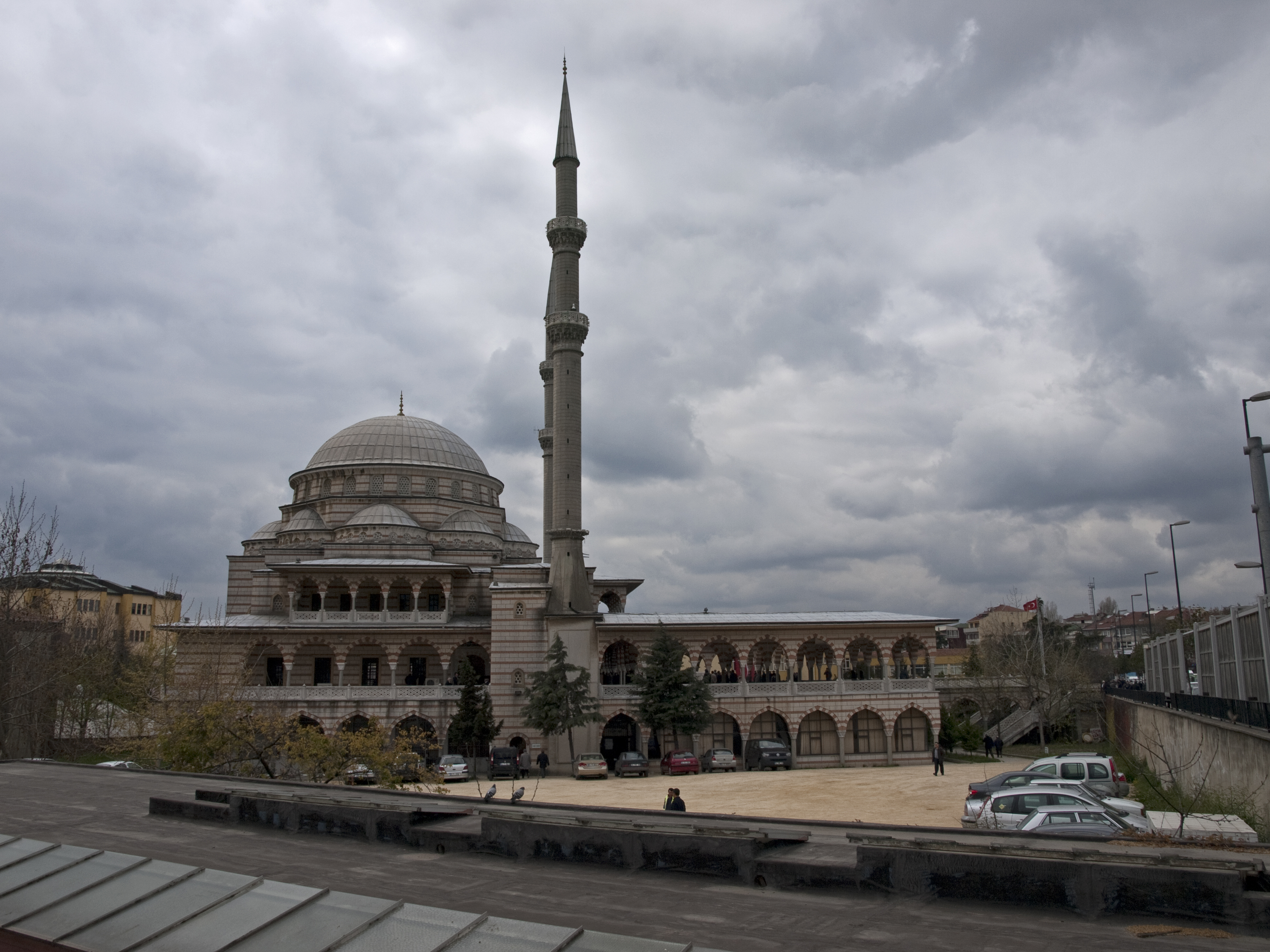
كلية الإلهيات

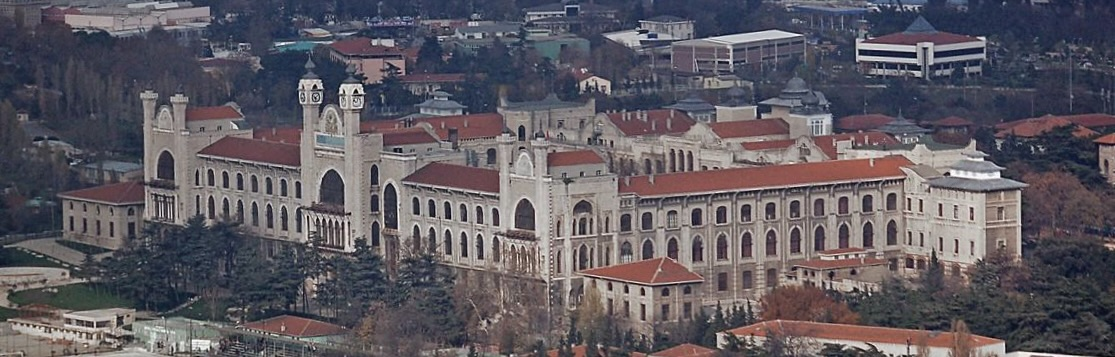
الحرم الجامعي "حيدر باشا" (Haydarpaşa Campus)، بمنطقة قاضي كوي (بالتركية: Kadıköy)، ويٌمكن رؤية ساعة جامعة مرمرة بوسط المبنى.

- كلية أتاتورك للتربية
- كلبة طب الأسنان نسخة محفوظة 26 أبريل 2006 على موقع واي باك مشين.
- كلية الصيدلة
- كلية الفنون والعلوم
- كلية الفنون الجميلة
- كلية الحقوق
- كلية الاقتصاد والعلوم الإدارية
- كلية الإلهيات
- كلية الإعلام
- كلية الهندسة
- كلية التربية التقنية
- كلية الطب
- كلية التربية الصحية نسخة محفوظة 1 مارس 2007 على موقع واي باك مشين.

## وصلات خارجية
- الموقع الرسمي للجامعة (باللغة الإنجليزية)